# Farrukhan-i Bozorg
Farrukhan-i Bozorg (« Farrukhan le Grand ») est le troisième ispahbadh dabwaïhide du Tabaristan, et l'un des dirigeants les plus importants de cette dynastie.
Lors de son règne, il étend brièvement son pouvoir au Khorasan jusqu'à Nishapur et semble avoir été nommé « Espahbad du Khorasan » par l'empereur sassanide Yazdgard III dans les circonstances confuses de la conquête musulmane de la Perse. En 651-652, il offre à Yazdgard vaincu son pays, mais ce dernier refuse et fuit plus à l'Est où il est finalement tué.